# Matthias Feldmüller
Matthias David Feldmüller (* um 1770 in Ybbs an der Donau; † um 1856 in Persenbeug) war Holzhändler, Schiffsmeister und Armeelieferant.
Über das Leben des als Admiral der Donau bekannt gewordenen Feldmüller ist wenig gesichert. Sein Sterbejahr wird mit 1850 oder mit 1856 angegeben. Sein Vater war der Schiffsmeister Simon Feldmüller, von dem er das Führen von Schiffen erlernte. Als sein Vater früh verstarb, führte er bereits als Fünfzehnjähriger selbständig Kähne auf der Donau. Verheiratet war er mit Eleonore Feyertag (1775–1837), Tochter eines Schiffszimmermanns aus Hirschenau, mit der er zunächst in Freienstein lebte. Die beiden hatten sechs Töchter und sechs Söhne, von denen zwei sehr jung starben.
Im Jahr 1801 übersiedelte er nach Persenbeug, wo er das Unternehmen des Schiffsmeisters Stöger erwarb und zu einem großen Schiffereibetrieb erweiterte. Eine Quelle aus dem 19. Jahrhundert berichtet, dass jährlich knapp tausend seiner Schiffe und Flöße stromabwärts fuhren. In seiner Werft in Persenbeug baute er jährlich bis zu 40 neue Schiffe und Flöße und beschäftigte in Spitzenzeiten 250 Knechte und 150 Pferde. Sein Haupterwerb war das Flößen von Holz, das am Ostrong oder im Weinsberger Wald geschlagen wurde und zumeist für Wien bestimmt war.
Aufgrund seiner Bekanntschaft mit den Kaisern Leopold II. und Franz II. transportierte er während der Türkenkriege 1790 und 1791 große Mengen Proviant nach Belgrad oder evakuierte in den Franzosenkriegen 1805 und 1809 die österreichischen Munitionsvorräte und brachte diese ins Marchfeld, wo Erzherzog Karl bereits darauf wartete und danach Napoleon in der Schlacht bei Aspern besiegte.